# Putzíntulo
Putzíntulo (em latim: Putzintulus) foi um oficial bizantino do século VI, ativo no reinado do imperador Justiniano (r. 527–565). Esteve ativo na prefeitura pretoriana da África como um comandante subordinado ao mestre dos soldados João Troglita. É incerto qual posto exerceu na província. Talvez ocupasse algum comando classificado entre os mestres dos soldados e os tribunos, possivelmente um homem espectável, como sugerido pelos autores da PIRT.
Aparece pela primeira vez na batalha do inverno de 546/7, na qual os bizantinos decisivamente derrotaram os mouros de Antalas. Segundo o panegirista Coripo, estava estacionado no flanco direito ao lado de Gêncio. Na Batalha de Marta do verão de 547, reteve o flanco esquerdo com Gisirido e Sinduito, enquanto na Batalha dos Campos de Catão do verão de 548, manteve-se próximo a Gisirido e o chefe mouro aliado Cusina. Neste último embate, sabe-se que foi mortalmente ferido.